# Jacob Gerhard Meydell
Jacob Gerhard Meydell, född 1786 i Gran, Kristians amt, död 4 januari 1876 i Kristiania (nuvarande Oslo), var en norsk militär. Han var farbror till Nicolai och Thorvald Mejdell.

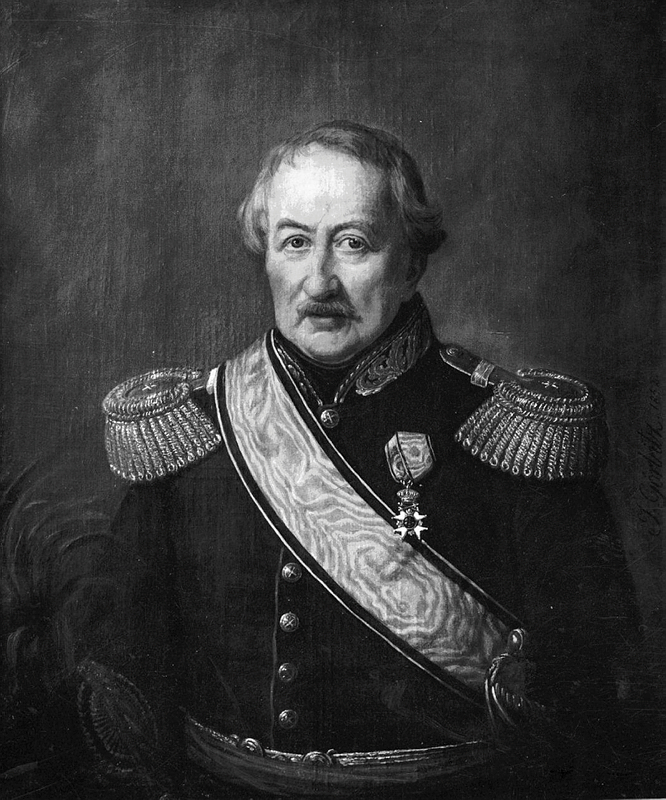
Jacob Gerhard Meydell

Meydell blev 1839 överste och chef för artilleribrigaden och var 1847–55 generalmajor. Åren 1811–44 var han lärare först vid norska lantkadettkåren och sedermera (i krigshistoria och topografi) vid Den kongelige militære højskole. Han fick som författare grundläggande betydelse för norsk militärvetenskap. Han var med om att stifta det Militære samfund (1825) och att uppsätta "Militairt tidsskrift" (1830). Han arbetade kraftigt för införandet av allmän värnplikt.